# Ernst von Simson

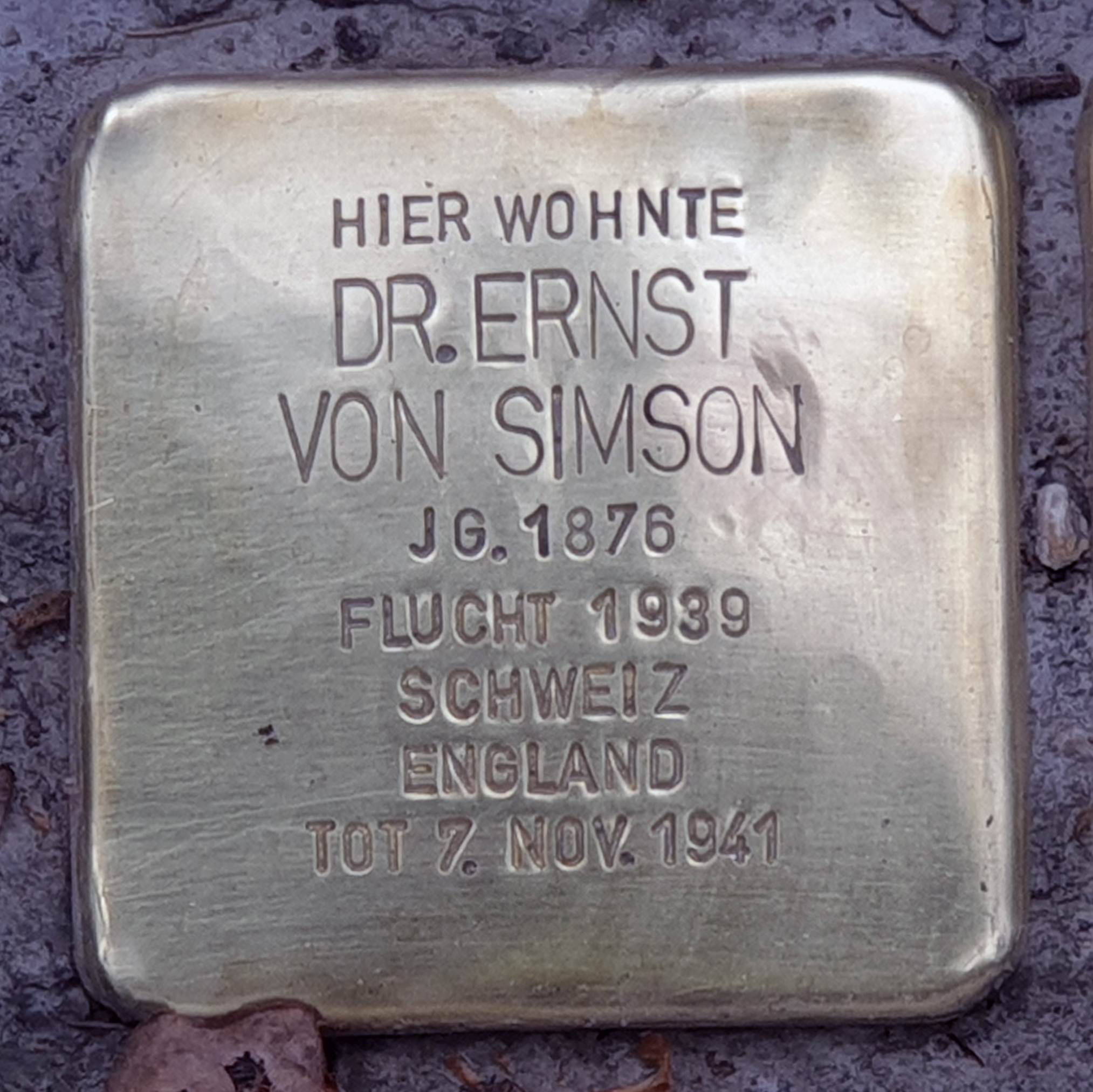
Stolperstein in Berlin-Dahlem

Ernst von Simson (* 7. April 1876 in Berlin; † 7. November 1941 in Oxford), bis 1888 Ernst Simson, war Ministerialdirektor und Leiter der Rechtsabteilung, später Staatssekretär und Diplomat im Auswärtigen Amt. Im Ruhestand war er Aufsichtsrat bei Agfa und I.G. Farben. Er war Mitglied im Präsidium des Reichsverbandes der Deutschen Industrie. In der Zeit des Nationalsozialismus wurden er und seine Familie zur Emigration gezwungen.

## Leben und Werk
Ernst von Simson war ein Sohn des Juristen August von Simson (1837–1927) und der Beate, geb. Jonas, sowie ein Enkel Eduard von Simsons. Als sein Großvater 1888 Aufnahme in den preußischen Adelsstand erhielt, wurden damit auch sein Vater und er nobilitiert, der zuvor Ernst Simson hieß. 1901 heiratete er Martha Oppenheim (1882–1971), eine Tochter Franz Oppenheims und Urenkelin Martin Wilhelm Oppenheims.
Der Jurist Ernst von Simson durchlief zunächst eine Karriere im Justizdienst bis zum Landrichter und wechselte 1908 ins Reichsjustizamt, wo er bis zum Vortragenden Rat aufstieg. 1911 wurde er zum ersten Generalsekretär der im selben Jahr gegründeten Kaiser-Wilhelm-Gesellschaft zur Förderung der Wissenschaften bestellt. Ab 1918 war er im neu gegründeten Reichswirtschaftsministerium, ab 1919 im Auswärtigen Amt tätig, zunächst als Ministerialdirektor und Leiter der Rechtsabteilung. In dieser Funktion unterschrieb Ernst von Simson am 9. Januar 1920 das Protokoll der Ratifikation des Versailler Vertrages. 1921/1922 war er Staatssekretär im Auswärtigen Amt. Er nahm an der Londoner Konferenz 1921, an der Konferenz von Genua 1922 und an den Verhandlungen teil, die zum Vertrag von Rapallo führten.
1922 ließ sich Ernst von Simson in den vorläufigen Ruhestand versetzen und wechselte in den Aufsichtsrat bei Agfa und I.G. Farben. Zu den Mandaten, die er in diesem Zusammenhang wahrnahm, zählte unter anderem die Mitgliedschaft im Präsidium des Reichsverbandes der Deutschen Industrie. Im November 1929 leitete Ernst von Simson die deutsche Delegation, die mit der französischen Regierung – letztlich ergebnislos – über eine vorzeitige Rückgliederung des Saargebietes an Deutschland verhandelte. Im selben Jahr trat er der Gesellschaft der Freunde bei. Von 1928 bis 1933 war er Mitglied des Senats der Kaiser-Wilhelm-Gesellschaft.

### Emigration
1937 wurde Ernst von Simson zur Niederlegung seiner Ämter gezwungen. Im folgenden Jahr emigrierte er nach Großbritannien, wo er seine unvollendet gebliebenen Lebenserinnerungen verfasste. Von Simson besaß eine Bibliothek von ca. 4000 Bänden, die er in Deutschland zurücklassen musste. Ein Band aus dieser Bibliothek tauchte später in der Privatbibliothek von Martin Bormann auf.
Das Paar von Simson hatte sechs Kinder:
- Anna (Annie) (1902–1975), heiratete 1929 den Fabrikdirektor Hans Reifenberg (1900–1988), 1938 wegen nationalsozialistischer Verfolgung Emigration des Paares mit seinen drei Töchtern nach England
- Else (1907–2007),[4] von 1931 bis 1940 mit Friedrich Achim von Arnim-Blankensee verheiratet; Scheidung wg. ihrer jüdischen Herkunft[5]
- Martin Eduard (1909–1928)
- Dorothea (1910–1998), heiratete den Juristen Erckhinger von Schwerin, nach 1945 Landrat des Landkreises Starnberg
- Otto von Simson (1912–1993), Kunsthistoriker
- Vita Petersen (1915–2011), Malerin

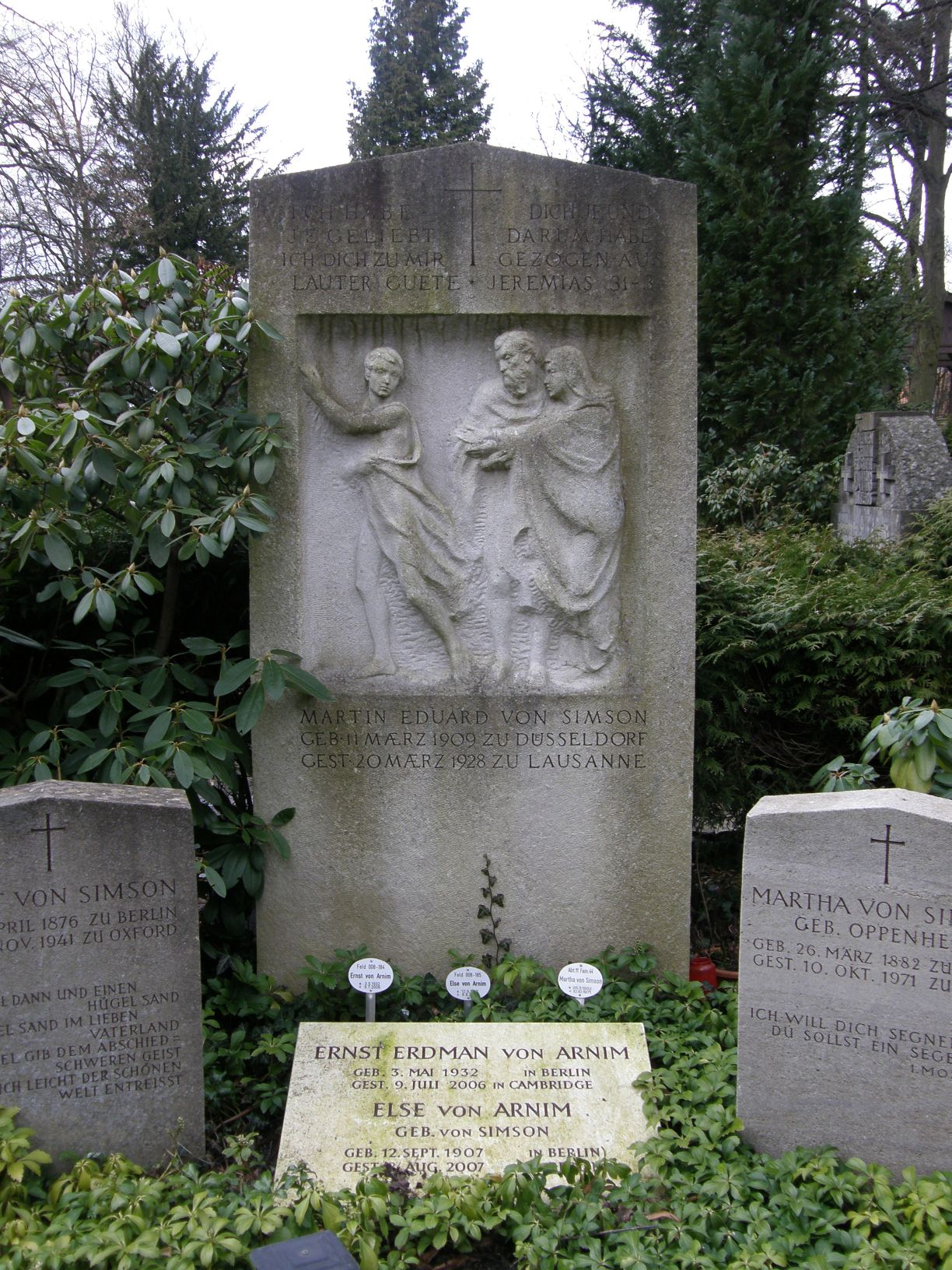
Gedenkstein für Ernst von Simson auf dem Friedhof Dahlem in Berlin, links vom Grabdenkmal des Sohnes Martin Eduard

Ernst von Simson verstarb im November 1941 im Alter von 65 Jahren in Oxford. Ein Gedenkstein in Form einer Grabstele erinnert an ihn auf dem Friedhof Dahlem in Berlin. Als Inschrift wurden Verse von Achim von Arnim aus dessen unvollendetem Werk Die Kronenwächter gewählt:
Gib Flügel dann und einen Hügel Sand,
Den Hügel Sand im lieben Vaterland,
Die Flügel schenk dem abschiedschweren Geist,
Dass er sich leicht der schönen Welt entreisst.
Der Gedenkstein steht links vom Grabdenkmal für den früh verstorbenen Sohn Martin Eduard. Das von Theodor Georgii geschaffene Kalksteinrelief an der Vorderseite zeigt ein Elternpaar, das Abschied von seinem Sohn nimmt.

### Gedenken
Am 5. Mai 2024 wurden vor seinem ehemaligen Wohnort, Berlin-Dahlem, Messelstraße 9, Stolpersteine für ihn und seine Ehefrau verlegt.